# Santa Sofia (metrostation)
Santa Sofia is een metrostation in de Italiaanse stad Milaan dat op 12 oktober 2024 is geopend.